# Domat/Ems
Domat/Ems (rätoromanisch Domat [ˈdomɐt]ⓘ, deutsch und bis 1943 offiziell Ems) ist eine politische Gemeinde im Schweizer Kanton Graubünden. Sie gehört zur Region Imboden. Der offizielle Ortsname Domat/Ems verbindet den rätoromanischen und den deutschen Namen des Dorfes.

## Geographie
Domat/Ems liegt am Alpenrhein. Nachbargemeinden sind Bonaduz, die Stadt Chur, Churwalden, Domleschg, Felsberg, Rhäzüns, Rothenbrunnen und Tamins.
Geographisch ist Domat/Ems bekannt für die zwölf Tumas auf seinem Gemeindegebiet.
Zum Gemeindegebiet gehört auch die oberhalb von Panix liegende Alp Ranasca.

## Geschichte
Siedlungsreste bei der Tuma Casti stammen aus der Spätbronzezeit (ca. 11. Jahrhundert v. Chr.). Domat/Ems wurde 765 n. Chr. unter dem Namen in Amede coloniam im Testament des Churer Bischofs Tello erstmals erwähnt. Die Herleitung des Ortsnamens ist unsicher. Das deutsche Ems und das rätoromanische Domat gehen jedoch auf die gleiche Wurzel zurück: Im deutschen Namen finden sich i-Umlaut von /a/ zu /e/ vor einem früheren /i/ in der Folgesilbe und die zweite Lautverschiebung von /t/ zu /s/, was darauf hinweist, dass der romanische Name schon sehr früh ins Deutsche entlehnt worden ist. Im romanischen Namen geht das /o/ auf ein älteres /a/ zurück und das /t/ ist unverschoben erhalten geblieben; das anlautende D- hingegen stammt von der Präposition ad «bei, zu».

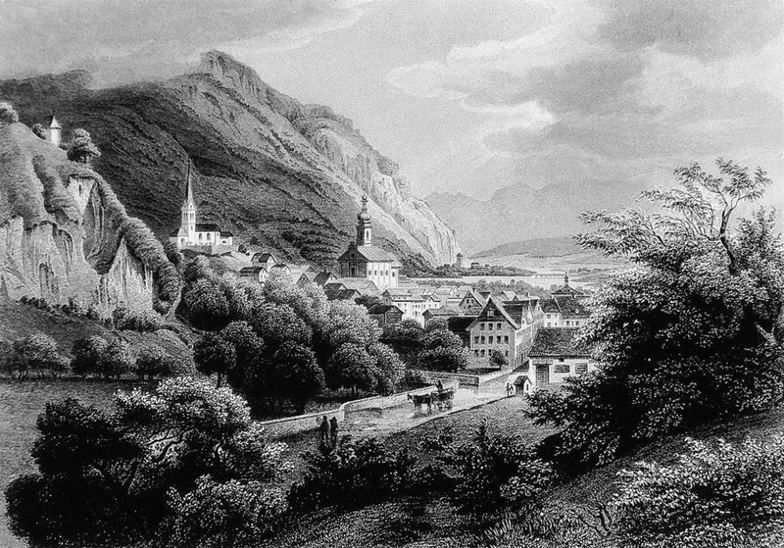
Domat/Ems auf einem Stahlstich von Georg Michael Kurz, 1847 bis 1852

Luftbild aus 400 m von Walter Mittelholzer von 1925

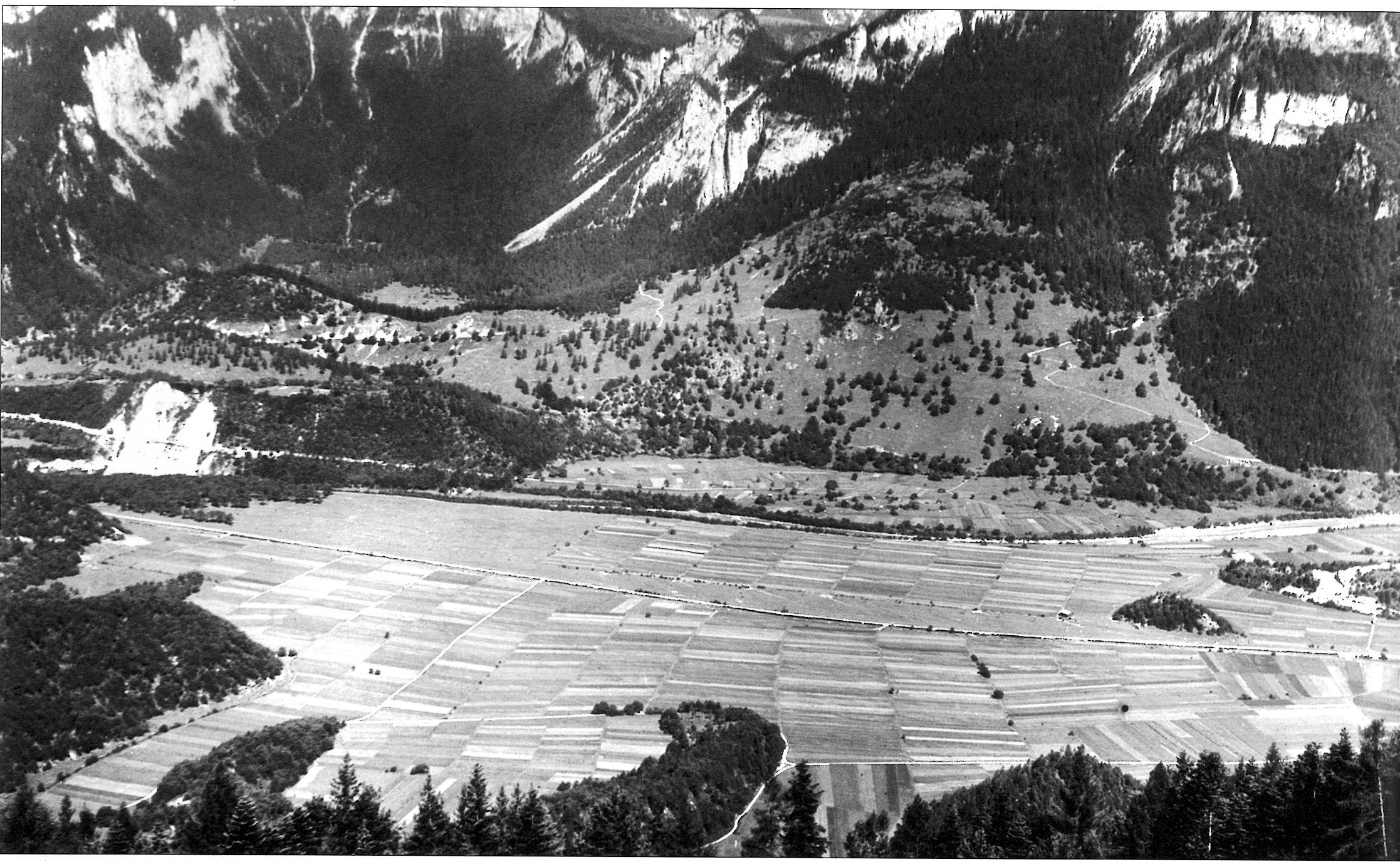
Emser Ebene um 1920. Links im Vordergrund stehen heute die Anlagen der Ems-Chemie.

Im Mittelalter besassen die Klöster Pfäfers und Disentis, die Freiherren von Rhäzüns, Belmont, Wildenberg und das Churer Domkapitel grundherrlichen Streubesitz. Die vermutlich im 13. Jahrhundert errichtete Burg auf der danach benannten Tuma Casti befand sich als bischöfliches Lehen in den Händen der Belmont, gelangte mit dem Dorf Domat/Ems 1371 an die Montalt und Sax, 1380 an die Freiherren von Rhäzüns und geriet in der zweiten Hälfte des 15. Jahrhunderts in Verfall. Der mächtige Turm war um 1700 eingestürzt. 1255 siegte der Bischof von Chur bei Domat/Ems über eine rätische Adelskoalition. Zusammen mit den Nachbarschaften Rhäzüns, Bonaduz und Felsberg bildete Domat/Ems in der Herrschaft Rhäzüns die gleichnamige Gerichtsgemeinde im 1424 entstandenen Grauen Bund. Nach dem Aussterben der Herren von Rhäzüns um 1458 kam Domat/Ems an die Grafen von Zollern, 1497 an König Maximilian I.
Die karolingische Kirche Sogn Pieder/St. Peter wurde um 800 auf einem Vorgängerbau des 7./8. Jahrhunderts an der Ostseite der Tuma Casti errichtet. In das 12. Jahrhundert datiert der Bau der Pfarrkirche Sogn Gion Baptista/St. Johann der Täufer auf der Tuma Turera. Der mächtige Wehrturm scheint von Anfang an in die Kirchenanlage einbezogen worden zu sein. Von einem Umbau der Kirche im spätgotischen Stil zu Beginn des 16. Jahrhunderts stammt der Flügelaltar mit wertvollen Schnitzarbeiten. Während der Reformation blieb Domat/Ems beim alten Glauben. 1739 wurde die neue Pfarrkirche Nossa Dunna d'Avuost/Mariä Himmelfahrt im Dorfkern eingeweiht, der Hauptaltar von Kaiser Karl VI. gestiftet. Das Dorf brannte 1776 fast ganz ab. 1800, 1870 und 1903 folgten weitere Dorfbrände. Am 3. Mai 1799 wurde der Oberländer Landsturm bei Domat/Ems von den Franzosen vernichtend geschlagen. 1815 ging die Herrschaft Rhäzüns und damit Domat/Ems 1819 an den Kanton Graubünden über. Erst 1942 trennten sich die Bürgergemeinde und die politische Gemeinde.
Bis in die erste Hälfte des 20. Jahrhunderts prägte die dreistufige Landwirtschaft mit Talbetrieb, Maiensäss und Alpen die Dorfökonomie. Neben der Alp Urtgicla am Dreibündenstein besitzt die Gemeinde seit 1469 die Alp Ranasca in Pigniu. Daneben werden in der Rheinebene Getreide, seit dem 19. Jahrhundert auch Kartoffeln angebaut. Bis in die Mitte des 19. Jahrhunderts boten Solddienste vor allem für Spanien, das Königreich beider Sizilien, bis ins 18. Jahrhundert auch für Frankreich alternative Erwerbsquellen für jüngere Männer. Nach der Mitte des 19. Jahrhunderts trat die saisonale Beschäftigung in der europäischen, seit 1900 vermehrt in der schweizerischen Hotellerie in den Vordergrund. Die Schwabengängerei führte zudem ab ca. 1850 Kinder und Jugendliche als saisonale Arbeitskräfte nach Süddeutschland. Domat/Ems liegt an der 1896 eröffneten Bahnlinie Chur–Thusis und an der 1961 erbauten Autobahn A13.
Ab 1943 lag östlich des Dorfes ein Militärflugplatz, von dem der standardisierte Leichtflieger-Hangar der Flugwaffe bis 2014 zu sehen war. Das Militär benutzte den Platz bis 2004 zur Betankung von Helikoptern, der Hangar war zudem von der Heliswiss genutzt worden. Heute steht an dieser Stelle das neue Plarenga-Center und der gemeinsam mit der Nachbargemeinde Felsberg erstellte neue Feuerwehrstützpunkt.
Die 1936 durch Werner Oswald gegründete Holzverzuckerungs AG (Hovag) nahm 1942 mit Bundessubventionen die Produktion des sogenannten Emser Wassers (Treibstoffersatz) auf. 1956 lehnte das Schweizer Volk eine weitere finanzielle Unterstützung ab, wonach auf Kunstdünger- und Kunstfaser-Herstellung umgestellt wurde. Ab 1960 wurde unter dem Namen Emser Werke AG, ab 1981 unter der Bezeichnung Ems-Chemie AG produziert. Die Industrialisierung und der allgemeine Konjunkturaufschwung nach dem Zweiten Weltkrieg wirkten tief greifend: 1941 waren 20 Prozent der in Domat/Ems Erwerbstätigen im ersten, 46 Prozent im zweiten und 34 Prozent im dritten Sektor beschäftigt. 2000 dominierte der zweite Sektor mit knapp zwei Drittel der Beschäftigten, 53 Prozent waren Wegpendler.
Anfang November 2007 entdeckte ein Arbeiter auf dem Gelände der Ems-Chemie am Rand des Firmengeländes, nachdem Regen menschliche Knochen aus einer Böschung geschwemmt hatte, in einem ehemaligen Kalkbrennofen ein Massengrab. Die Toten stammen von einer Schlacht der Franzosen gegen Bündner am 3. Mai 1799.

### Wappen
| Wappen von Domat/Ems | Blasonierung: «In Gold der goldennimbierte heilige Johann Baptista mit rotem Mantel, in der Rechten einen schwarzen Kreuzstab, in der Linken das silberne Lamm Gottes, ruhend auf dem heiligen Buche.» |
| Wappen von Domat/Ems | Johannes der Täufer ist Dorfpatron. Die Gemeindefarben sind Gelb-Rot. |

## Bevölkerung

### Einwohnerentwicklung
| Bevölkerungsentwicklung | Bevölkerungsentwicklung | Bevölkerungsentwicklung | Bevölkerungsentwicklung | Bevölkerungsentwicklung | Bevölkerungsentwicklung | Bevölkerungsentwicklung | Bevölkerungsentwicklung | Bevölkerungsentwicklung | Bevölkerungsentwicklung | Bevölkerungsentwicklung | Bevölkerungsentwicklung | Bevölkerungsentwicklung |
| ----------------------- | ----------------------- | ----------------------- | ----------------------- | ----------------------- | ----------------------- | ----------------------- | ----------------------- | ----------------------- | ----------------------- | ----------------------- | ----------------------- | ----------------------- |
| Jahr                    | 1850                    | 1900                    | 1941                    | 1960                    | 1970                    | 1980                    | 1990                    | 2000                    | 2005                    | 2015                    | 2020                    |                         |
| Einwohner               | 1247                    | 1504                    | 1955                    | 3469                    | 5701                    | 6266                    | 6442                    | 6372                    | 6896                    | 7759                    | 8185                    |                         |

### Sprachen

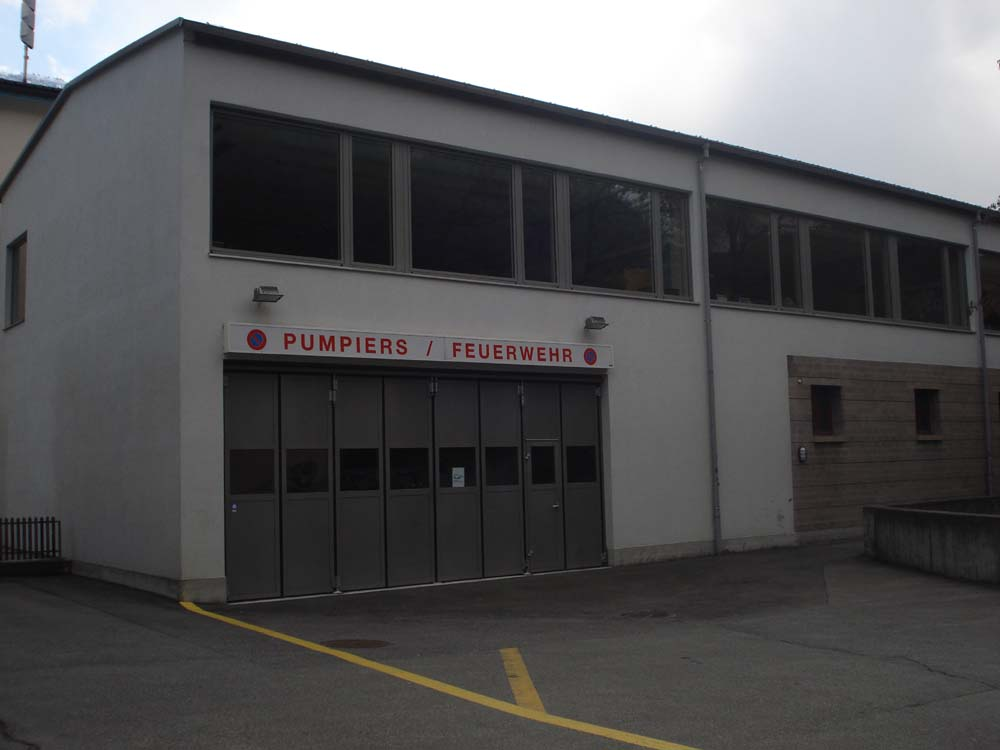
Das alte Feuerwehrlokal in Domat/Ems mit zweisprachiger Beschriftung

Bis in die Mitte des 19. Jahrhunderts sprach die gesamte Einwohnerschaft eine bündnerromanische Mundart. Obwohl dies eine mittelbündnerische Mundart war, wurde traditionell in allen Gemeinden des Bezirks Imboden das Surselvische als Schriftsprache gebraucht. In dieser Eigenschaft ähnelten sie den Gemeinden Bergün und Filisur, wo ebenfalls mittelbündnerische Mundarten in Gebrauch waren bzw. sind, als Schriftsprache aber das Oberengadinische (dort, historisch gesehen, hauptsächlich aus konfessionellen Gründen) in Gebrauch war. Die heute amtliche Varietät des Bündnerromanischen ist Rumantsch Grischun.
In der zweiten Hälfte des Jahrhunderts stieg die Zahl der Deutschsprachigen zwar, aber die Mehrheit blieb der romanischen Sprache treu (1880 90 % und 1900 89 %). Dann begann ein leichtes Absinken der Mehrheitsverhältnisse auf 1941 noch 76 %. Nach dem Zweiten Weltkrieg verschob sich die Sprachenlage ständig mehr zugunsten des Deutschen. Dennoch betrug trotz des Sprachenwechsels der Anteil der Romanen 1970 noch 33 % (oder 1867 Personen). Die Entwicklung der letzten Jahrzehnte zeigt folgende Tabelle:
| Sprachen in Domat/Ems GR |                   |                   |                   |                   |                   |                   |
| Sprachen                 | Volkszählung 1980 | Volkszählung 1980 | Volkszählung 1990 | Volkszählung 1990 | Volkszählung 2000 | Volkszählung 2000 |
| Sprachen                 | Anzahl            | Anteil            | Anzahl            | Anteil            | Anzahl            | Anteil            |
| Deutsch                  | 3450              | 55,06 %           | 4403              | 68,35 %           | 4670              | 73,29 %           |
| Rätoromanisch            | 1846              | 29,46 %           | 1016              | 15,77 %           | 704               | 11,05 %           |
| Italienisch              | 766               | 12,22 %           | 629               | 9,76 %            | 471               | 7,39 %            |
| Einwohner                | 6266              | 100 %             | 6442              | 100 %             | 6372              | 100 %             |

Bei den Italienischsprachigen handelt es sich um Einwanderer aus Italien. Die Haupteinwanderungszeit waren die 1960er-Jahre.

### Herkunft und Nationalität
Ende 2020 lebten in der Gemeinde 8185 Bewohner; davon waren 6216 (= 76 %) Schweizer Staatsangehörige.

## Politik
- SP: 4
- CVP: 5
- FDP: 3
- SVP: 3

Bis 1972 wurden Gemeindeangelegenheiten durch die Gemeindeversammlung entschieden, seither verfügt die Gemeinde über ein Parlament (Gemeinderat). Im Diagramm ist die Sitzverteilung nach den Wahlen vom 29. November 2020 dargestellt.

## Wirtschaft
Domat/Ems zählt zu den wichtigsten Industriestandorten in Graubünden.
Der wichtigste Arbeitgeber ist die Ems-Chemie, die mit ihrem ehemaligen Besitzer, dem Politiker Christoph Blocher, untrennbar verbunden ist. Damit diese Fabrik mit normalspurigen Güterzügen der Schweizerischen Bundesbahnen bedient werden kann, wurde zwischen Chur und Domat/Ems ein Dreischienengleis gebaut.
Die ehemalige Grosssägerei Stallinger (Swiss Timber) im Westen der Gemeinde wurde Mitte Mai 2007 in Betrieb genommen und bot Arbeitsplätze für etwa 200 Personen. Stallinger wurde im April 2009 von der Mayr-Melnhof-Gruppe übernommen. Ende 2010 ging die Grosssägerei in Konkurs, die Sägewerksanlagen wurden für 20 Millionen Franken an die Klausner-Gruppe, die Gebäude an die Tiroler Pfeifer-Gruppe aus Imst verkauft.
Im September 2011 ersteigerte die Pfeifer-Gruppe die Baurechte und die Werkhallen. Da die Anlagen entgegen der Anordnung des Konkursamtes nie abgebaut wurden, verfügte das Amt Anfang April 2012, die Bauteile und Anlagen seien bis am 30. Juni zu demontieren.
Auf dem ehemaligen Swiss Timber-Areal baut die Firma Hamilton zurzeit (2018) einen neuen Standort auf.
Am Rhein liegt das Kraftwerk Reichenau.

## Verkehr

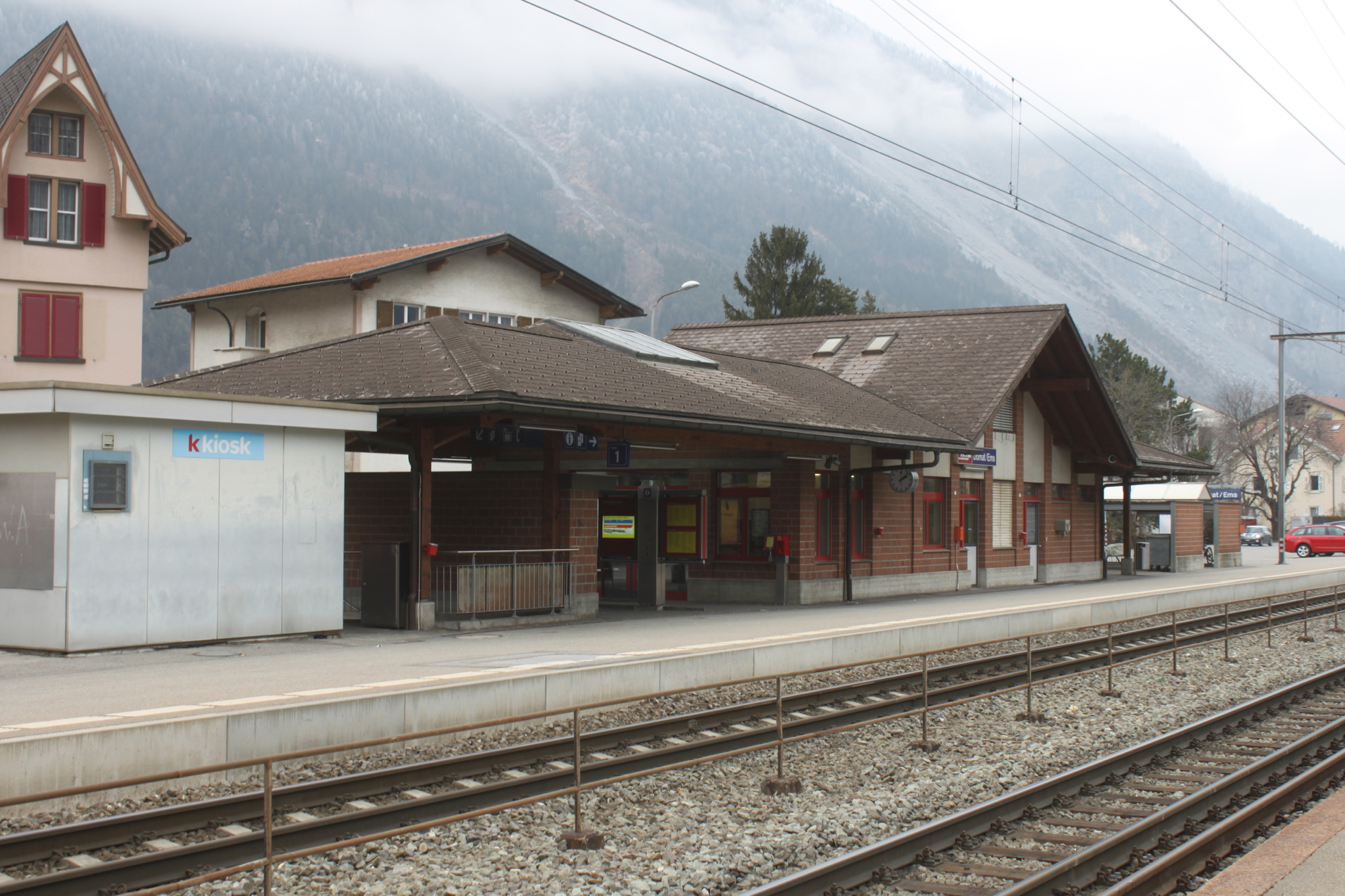
Bahnhof Domat/Ems mit Dreischienengleis (2015)

Die Gemeinde wird durch die Bahnhöfe Domat/Ems und Ems Werk an der Bahnstrecke Landquart–Thusis mit der S1 (Rhäzüns - Landquart), der S2 (Chur - Thusis) und zum Teil sogar RE Chur - Disentis/Mustér erschlossen. Die Bahnhöfe Reichenau-Tamins und Felsberg liegen auf Gemeindegebiet, an der Grenze zu Reichenau (Gemeinde Tamins) bzw. Felsberg.

## Kultur und Sehenswürdigkeiten
Besonders bekannt sind die katholischen Prozessionen, die in Domat/Ems durchgeführt werden. Die bekannteste ist jene an Fronleichnam, welche zehn Tage nach Pfingsten durchgeführt wird. Ebenfalls wichtig ist die Maria-Himmelfahrt-Prozession sowie die Karfreitagsprozession.
Einen wichtigen Platz in der Domat/Emser Kultur nimmt auch die Fasnacht ein. Diese findet während vier Tagen statt und endet am Venergis mellen. Der Höhepunkt ist der Gievgia grassa (schmutziger Donnerstag).

### Kirchen
Besonders auffallend sind die vielen Kirchen, welche die verschiedenen Wachstumsstadien der Gemeinde aufzeigen. Die älteste von ihnen ist Sogn Pieder (Sankt Peter) am Fusse der Tuma Casté (Schlosshügel) im Dorfzentrum. Der Dorfpatron Johannes der Täufer ist auch im Namen der Kirche Sogn Gion zu finden.
- Sogn Pieder
- Sogn Gion
- Katholische Pfarrkirche Mariä Himmelfahrt
- Caplutta Sogn Antoni (Kapelle St. Antonius)
- Verenakapelle
- Reformierte Kirche Domat/Ems
- Sentupada, Kirchen- und Kulturzentrum

### Zivile Gebäude

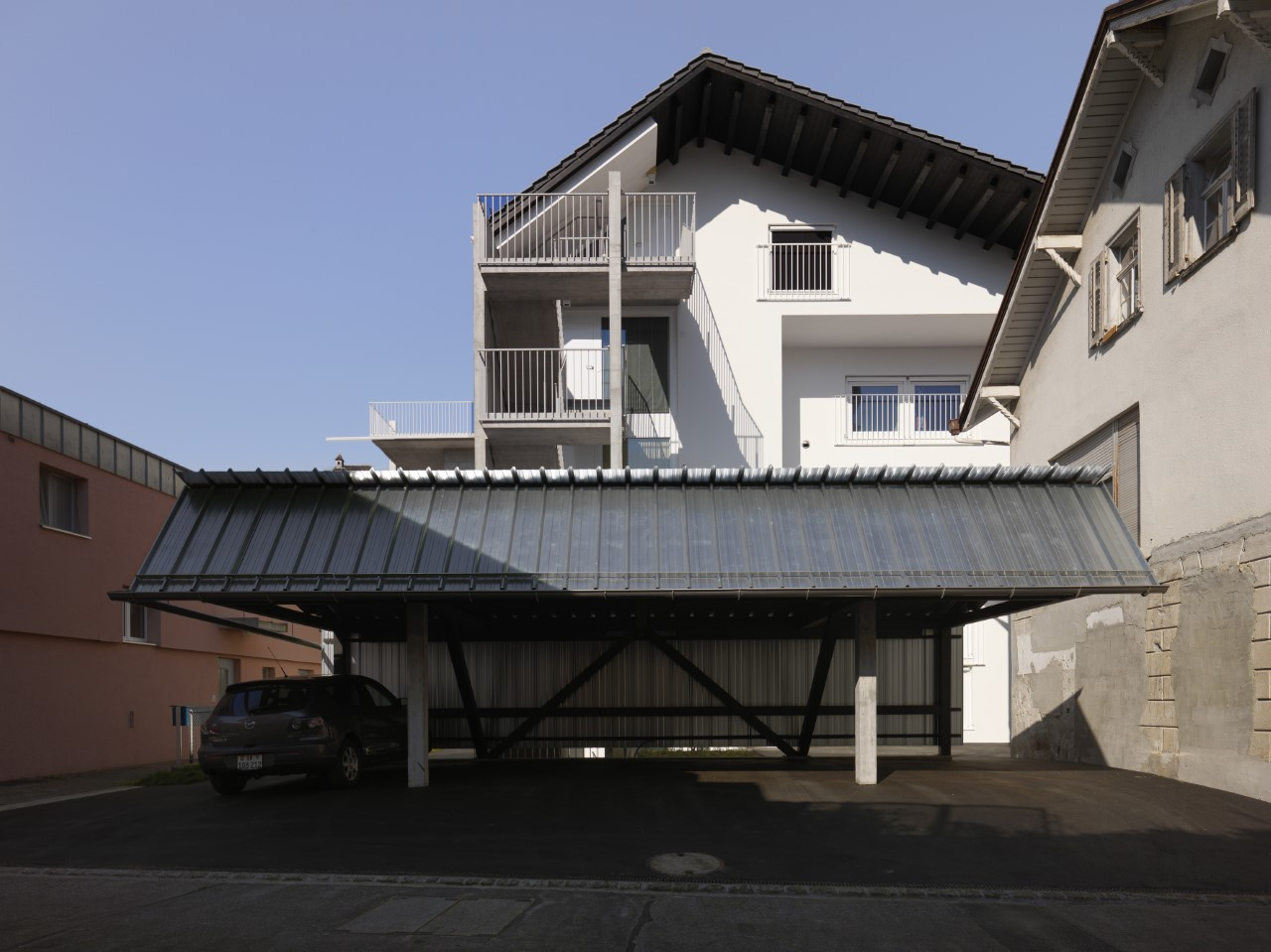
Mehrfamilienhaus Fravi von Raphael Zuber (2021)

- 1964–1965: Haus Flury-Zarn von Alfred Theus[17]
- 1981–1983: Center Communal Tircal von Rudolf Fontana[18]
- 1988: Einstellhalle Plarenga von Isa Stürm, Urs Wolf[19]
- 1995–1996: Niedrigenergiehäuser von Dietrich Schwarz[20]
- 2003: Dorfplatz (Plaz Vischnonca) von Gioni Signorell, Rudolf Fontana, Leo Bieler, Thomas Ott[21]
- 2003: Raiffeisenbank Imboden von Rudolf Fontana[22]
- 2005–2016: Mehrfamilienhaus Fravi von Raphael Zuber und Bauingenieur Patrick Gartmann

## Persönlichkeiten
- Ulrich von Federspiel (1657–1728), römisch-katholischer Geistlicher, Bischof von Chur
- Kaspar Willi (1823–1879), römisch-katholischer Geistlicher, Bischof von Chur
- Gion Antoni Bühler (1825–1897), Autor, Sprachpfleger, Lehrer
- Dominikus Willi (1844–1913), Zisterzienser, Abt von Marienstatt, Bischof von Limburg
- Albert Anton Willi (1872–1954), Maskenschnitzer
- Hendri Spescha (1928–1982), Autor und Politiker
- Giulio Haas (* 1956), Diplomat
- Flurin Spescha (1958–2000), Autor und Publizist
- Mauro Jörg (* 1990), Eishockeyspieler
- Livia Peng (* 2002), Fussballspielerin

## Galerie

Domat/Ems, historisches Luftbild von Werner Friedli (1963)
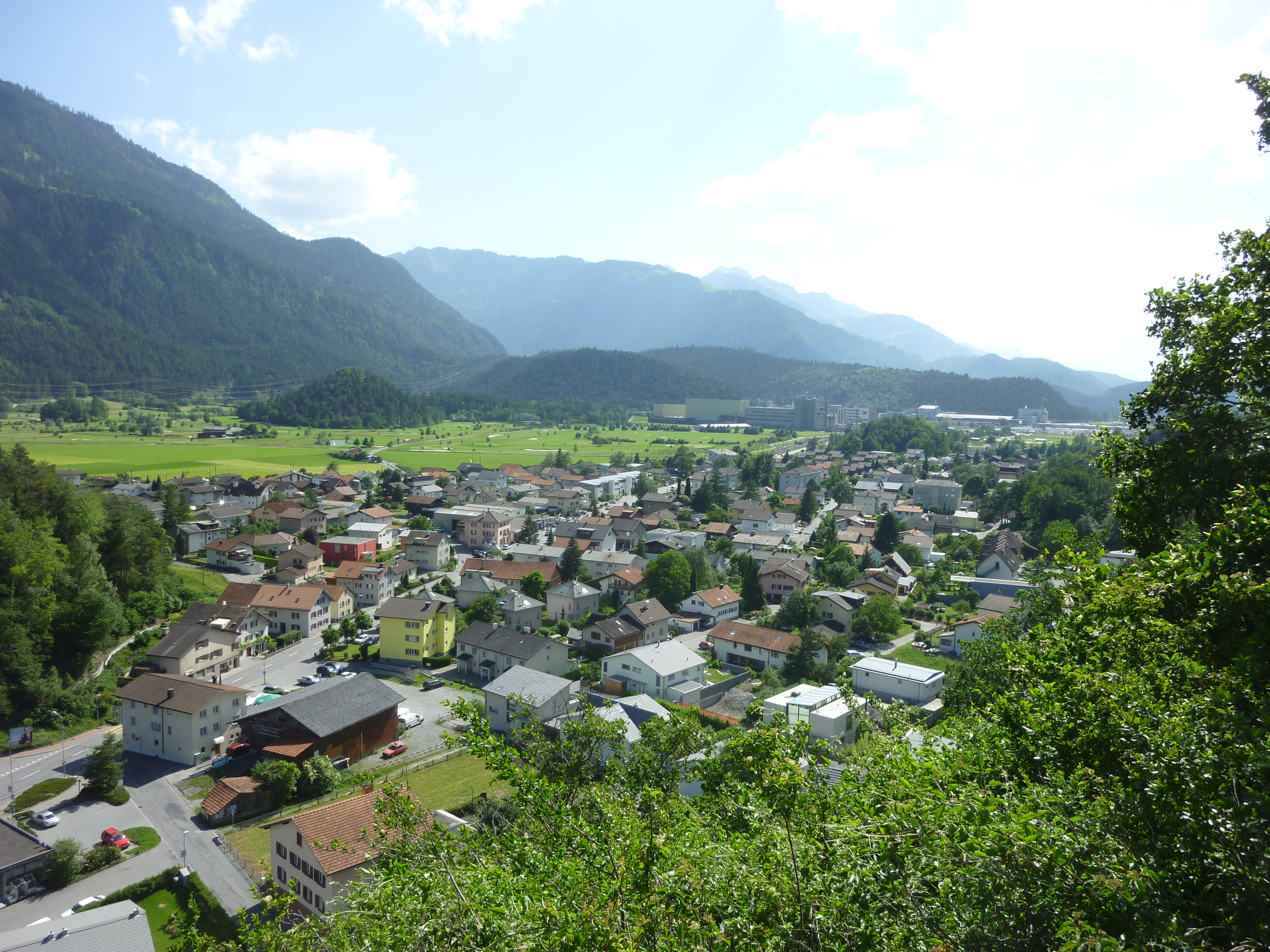
Neuer Dorfteil Richtung Westen (2010)
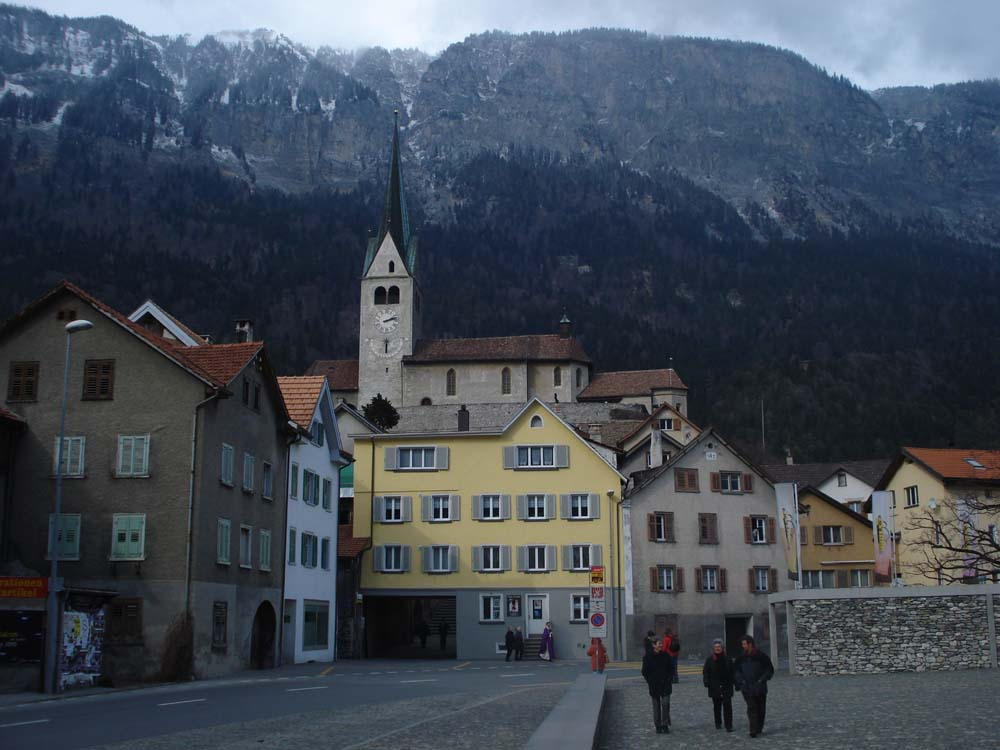
Sogn Gion oberhalb des Dorfkerns (2010)
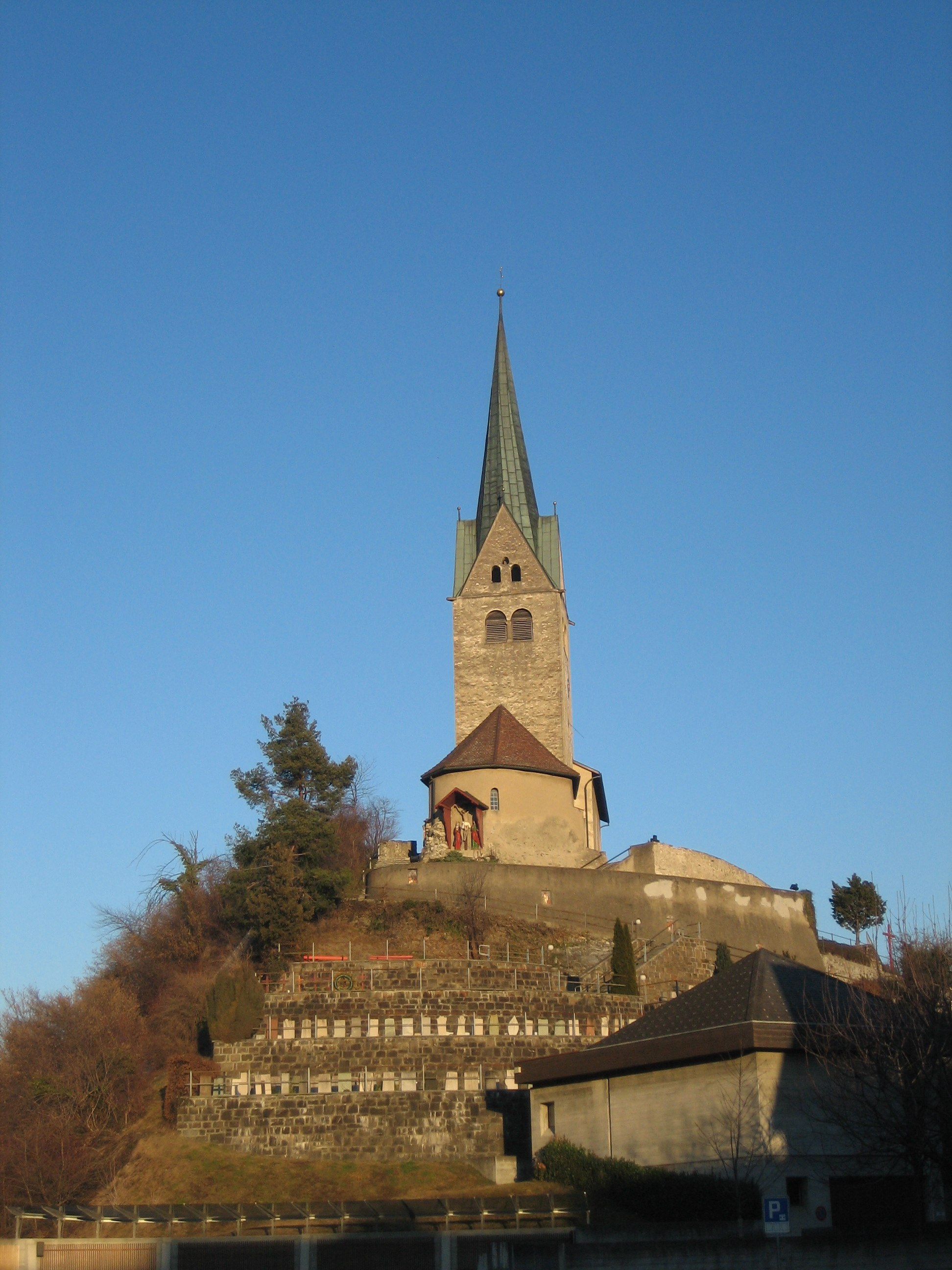
Kirche Sogn Gion in Domat/Ems (2008)
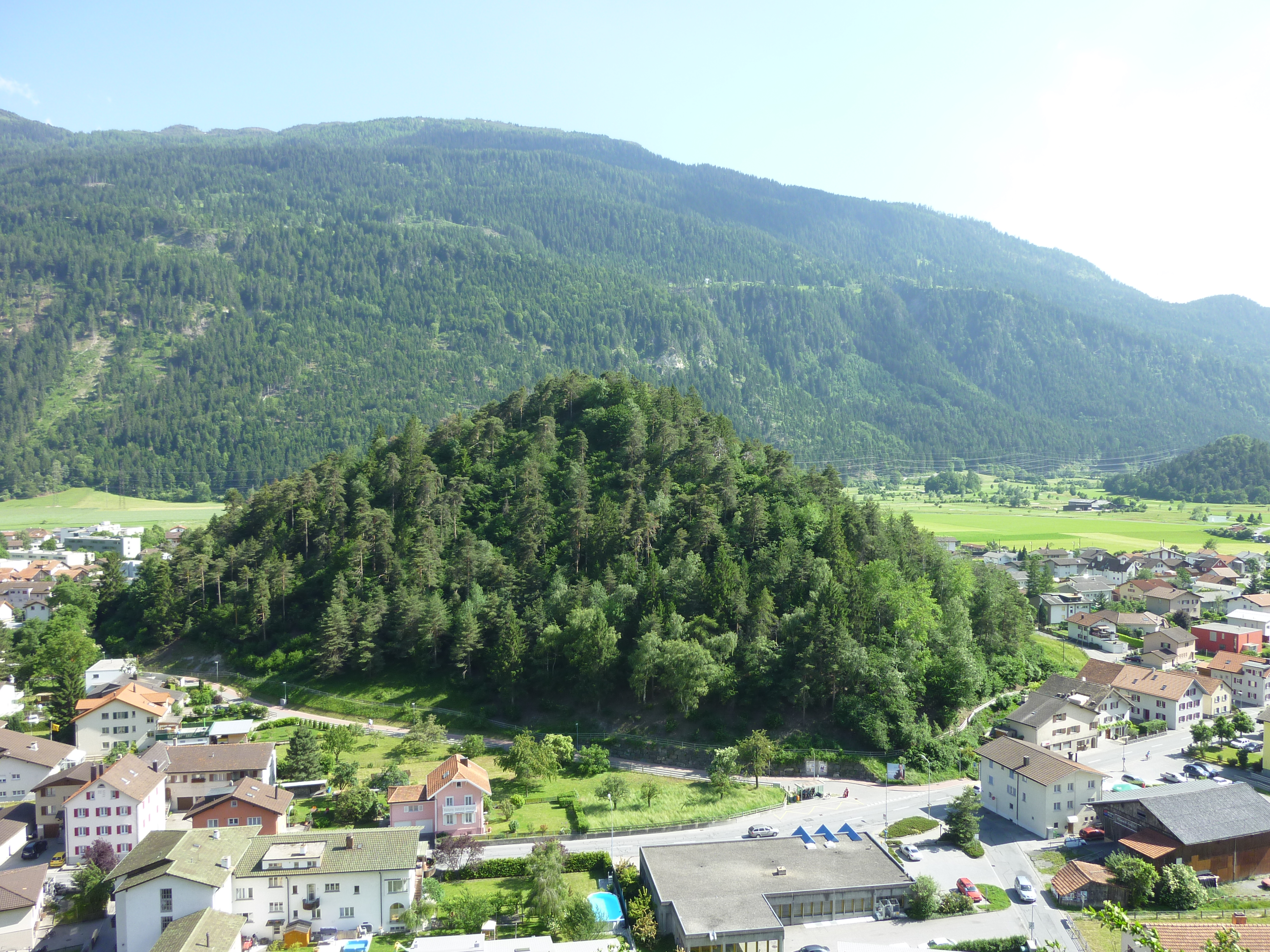
Tuma Tschelli (2010)
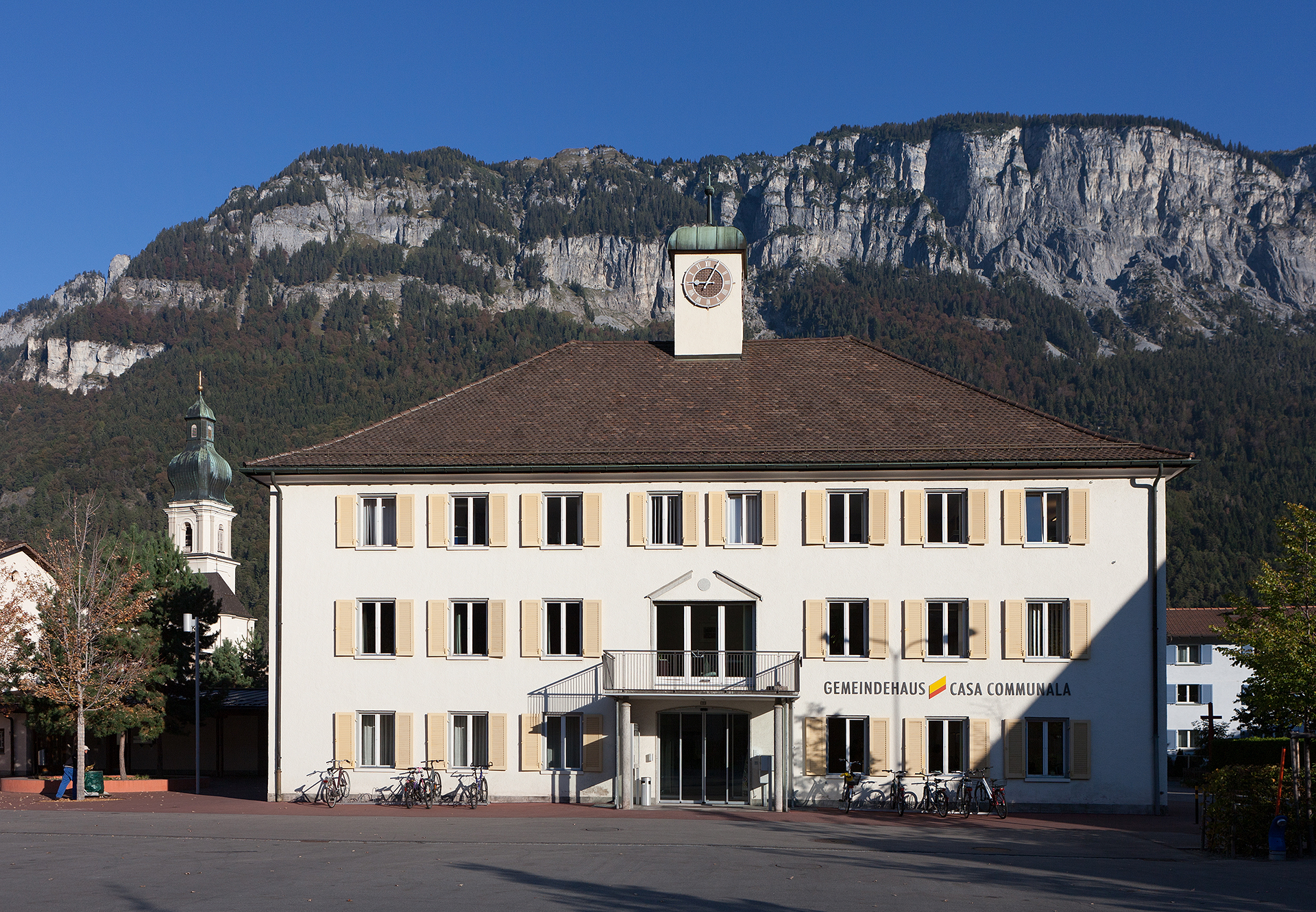
Gemeindehaus (2011)
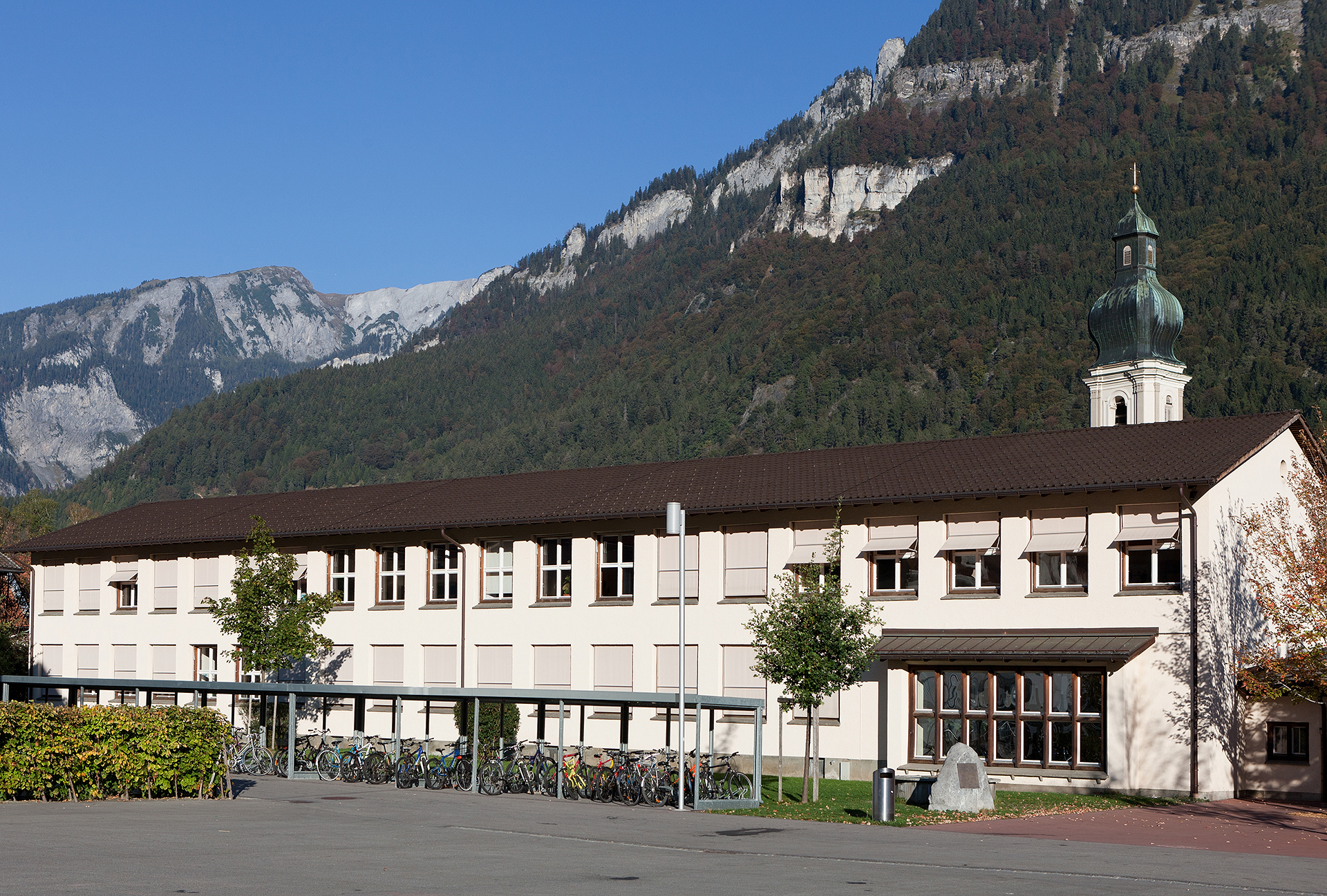
Schulhaus (2011)
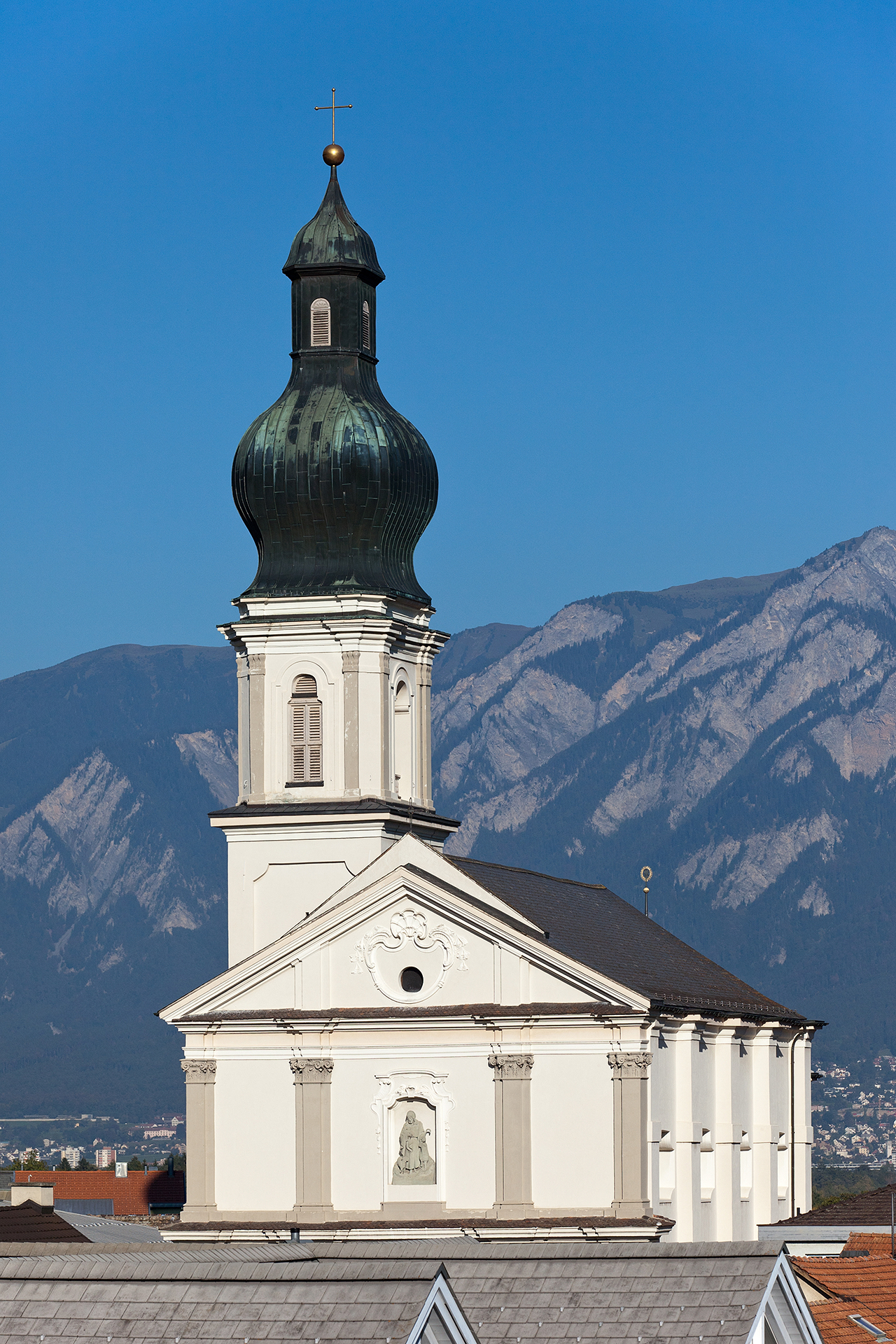
Pfarrkirche Mariä Himmelfahrt (2011)
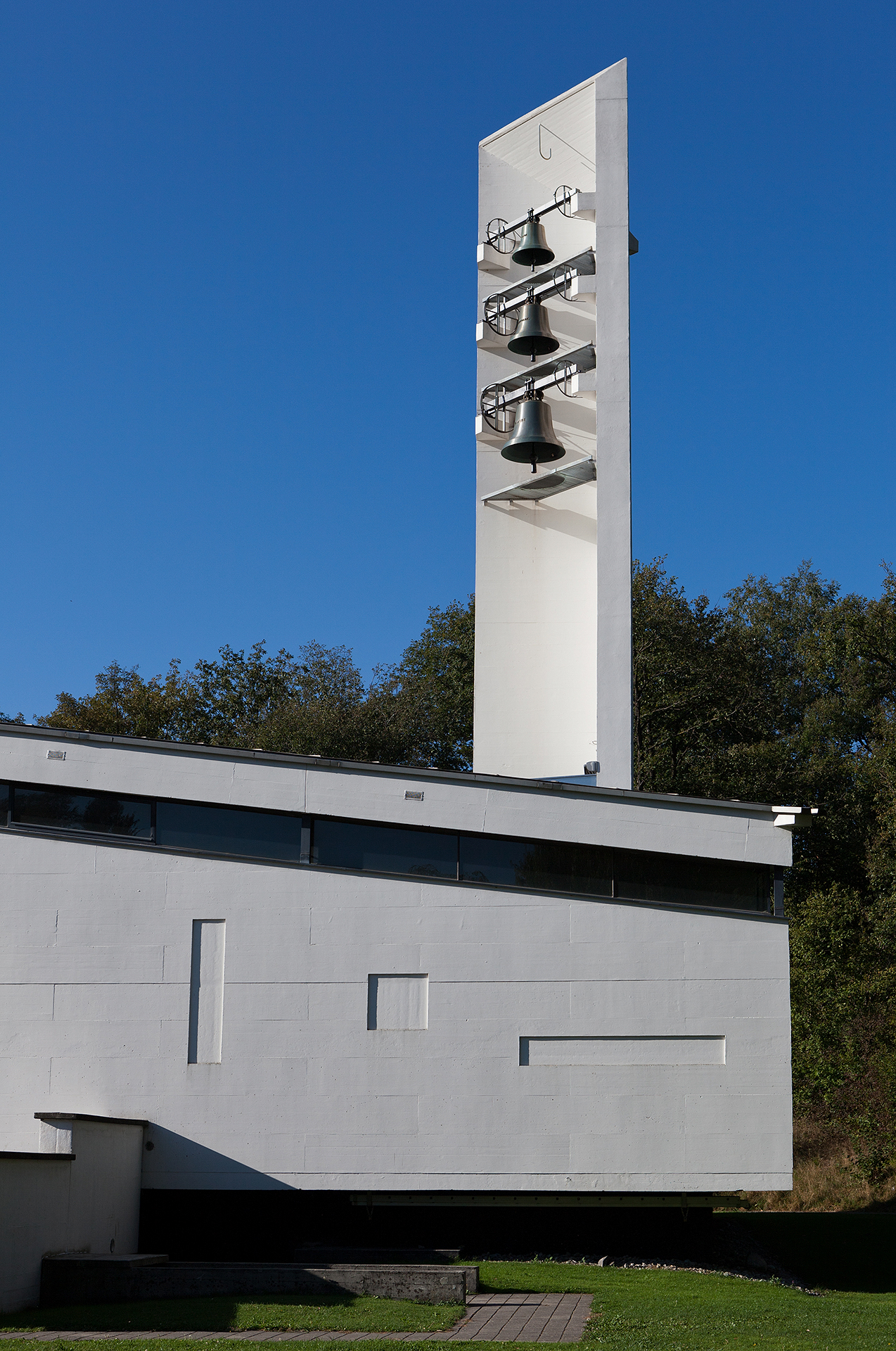
Reformierte Kirche (2011)
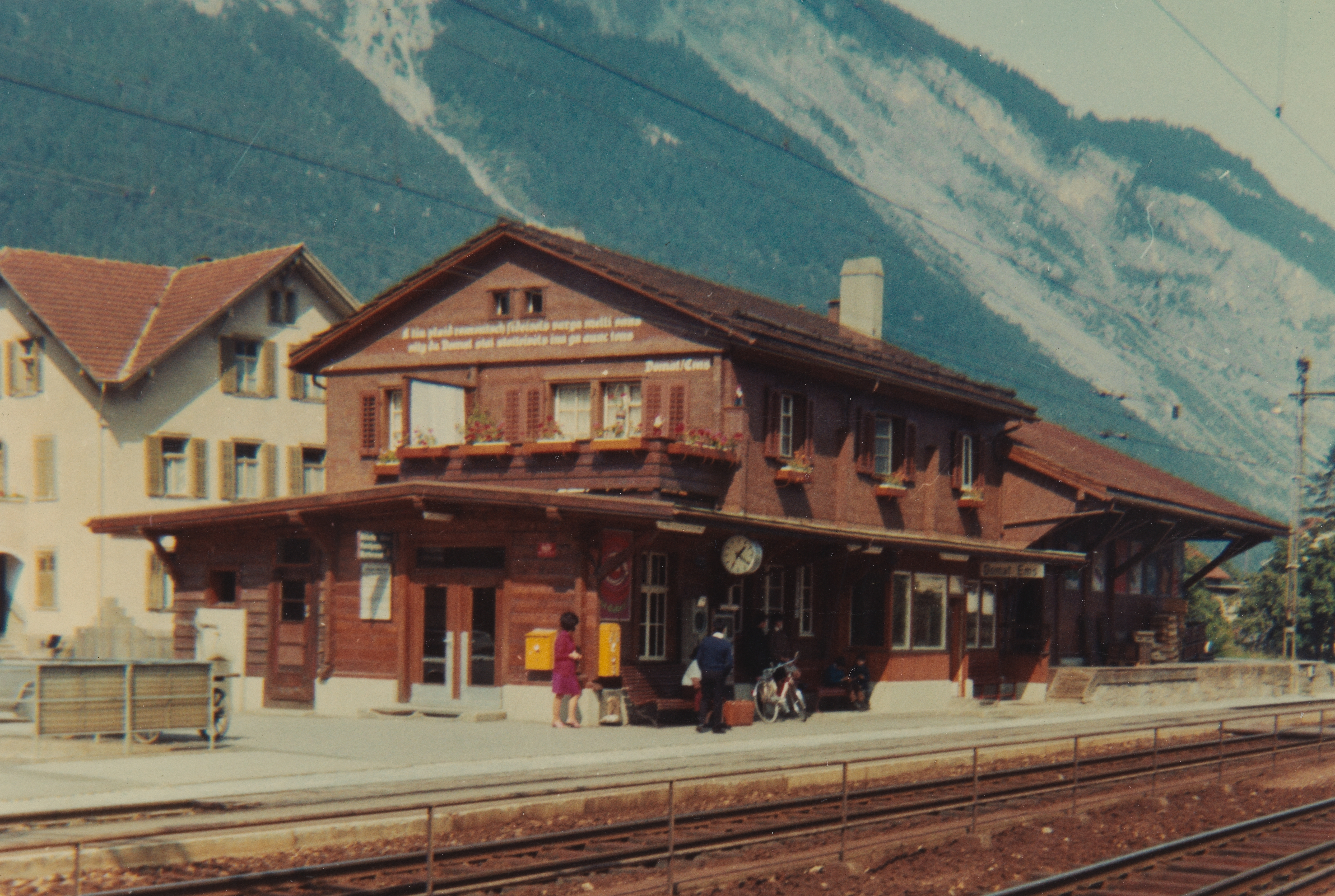
Altes Bahnhofsgebäude (1973)